# Ammonios d'Athènes
Pour les articles homonymes, voir Ammonios.
Ammonios d'Athènes, est un philosophe platonicien très savant, spécialiste d'Aristote, maître de Plutarque de Chéronée en 66. 

## Biographie
Originaire d'Égypte, il est né vers les débuts du Ier siècle. Extrêmement érudit, il a été professeur sans être scolarque, a exercé les fonctions les plus hautes de l'État (trois fois stratège des hoplites). Plutarque, à qui il parla surtout de choses religieuses, suivit ses cours à Athènes durant le séjour de Néron en Grèce en 66. Vers 70, il fut antistratégos, accepté comme citoyen d'Athènes. Il est peut-être identique à Ammonios l'Égyptien, cité par Eunape de Sardes. Son acmé se situe vers 60-80 ; il a dû mourir après 85.

## Famille
Son fils, (Marcos) Annios Thrasyllos, peut être archonte en 61, devient citoyen romain en 67 (peut être grâce à l'appui de Marcus Annius Afrinus).

## Philosophie
Ammonios n'aurait eu aucun lien avec l'Académie et son enseignement relèverait du médio-platonisme

### Œuvres
- Des autels et des sacrifices. Περὶ βωμῶν καὶ Θυσιῶν
- Des courtisanes athéniennes. Περὶ τῶν Ἀθηνσινῆ Ἑταιρίδων

### Sources
- Plutarque de Chéronée, Vies parallèles, n° 7 : Vie de Thémistocle, 32 ; Moralia, traité n° 4 : Comment distinguer le flatteur et l'ami, 70 e ; Propos de table, III, VIII, IX ; Sur l'E de Delphes ; De la disparition des oracles, chap. 8.

### Études
(par ordre alphabétique)
- J. Dillon, The Middle Platonists, New York, Cornell University Press, 1977 ; Londres, Duckworth, p. 189-192.
- Smith, Dictionary of Greek and Roman Biography and Mythology (1870), v. 1, page 146[7].